# Segusiavi
I Segusiavi erano un popolo celtico cliente della tribù degli Edui di cui parla Gaio Giulio Cesare nel I libro del De bello Gallico. Era stanziato a ovest del Rodano, presso il basso corso della Saona e a est dell'alto corso della Loira.